# 纹身 (电影)
《纹身》（英語：Tattoo），原名《纹身：西部纵横》，导演陆一铜，主演赵文卓，讲述1935年的中国西南盐业重镇龙岩镇的一段恩怨情仇故事。

## 演员
- 赵文卓 出演 阿昌，纹身师
- 王圣迪 出演 兰儿，阿昌的女
- 徐冬冬 出演 英姬，东洋女
- 葛天 出演 银珠
- 李岷城
- 范逸臣
- 桑平
- 大卫·贝利
- 一龙

## 制作
2017年10月17日，该片在浙江省象山影视城开机拍摄。

## 奖项
| 年份 | 奖项                 | 分类               | 提名者 | 是否得奖 | 备注 |
| ---- | -------------------- | ------------------ | ------ | -------- | ---- |
| 2022 | 第10届澳门国际电影节 | 金莲花奖优秀男演员 | 赵文卓 | 獲獎     |      |
| 2022 | 第10届澳门国际电影节 | 金莲花奖最佳摄影   | 艾穆瑞 | 提名     |      |